# 無限旅程
《無限旅程》是一部2022年的Netflix紀錄片，透過採訪世界各地的數學家和物理學家，探索無限的概念。該片由喬納森·哈爾柏林（Jonathan Halperin）及德魯·高橋（Drew Takahashi）執導，安東尼·阿吉雷、史蒂芬·亞歷山大、鄭樂雋、穆恩·杜欽、肯尼·伊斯瓦蘭、戴利拉·蓋茨（Delilah Gates）、蕾貝卡·戈德斯坦、布萊恩·葛林、珍娜·萊文、艾倫‧萊特曼、卡洛·羅威利及史蒂芬·斯托加茨等科學家受訪。

## 外部連結
- 互联网电影数据库（IMDb）上《無限旅程》的资料（英文）